# Argyll Jacket

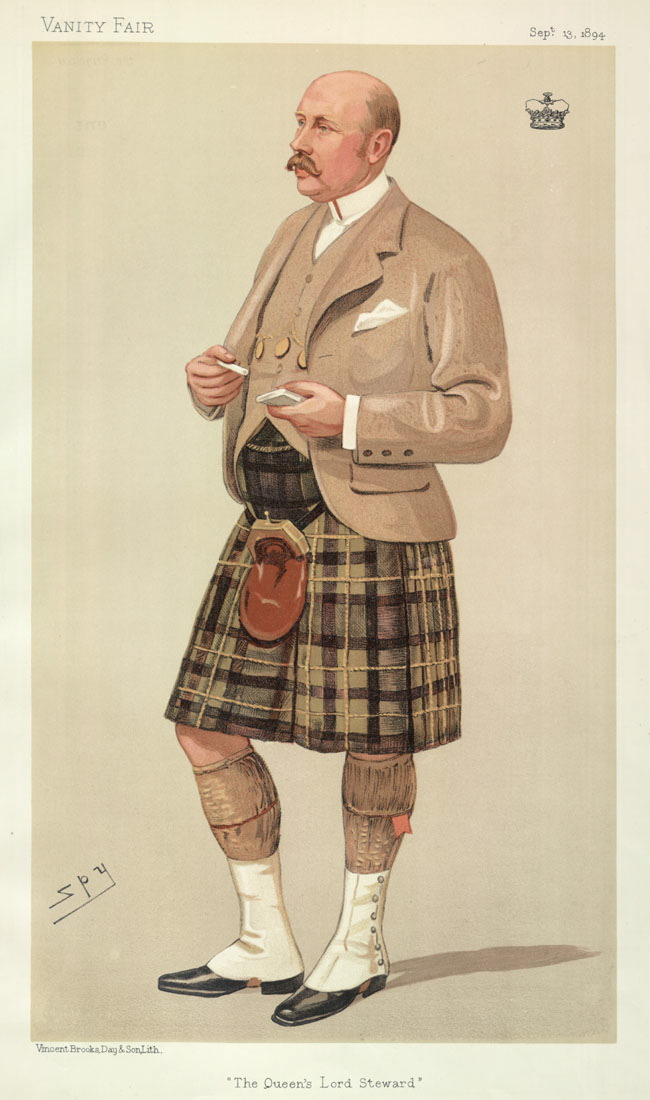
Gavin Campbell, während der Vanity Fair 1894

Das Argyll Jacket ist ein Teil der traditionellen schottischen Hochlandkleidung und eine der beiden Jacketten die traditioneller Weise zu Kilts getragen werden. Die andere ist die Prince Charlie Jacket.

## Ursprung und Tragweise
Das Argyll Jacket wurde zuerst von Mitgliedern des Clan Campbells im 16. Jahrhundert getragen. Sie war früher ein Bestandteil der Alltagskleidung und war besonders dafür gemacht, den Träger vor dem teilweise harschen schottischen Wetter zu schützen. Mit der Zeit wurde diese ein Teil der formellen Kleidung.
Es gibt verschiedene Tragweisen. Das schwarze Argyll Jacket kann traditionell zu weniger formellen Anlässen getragen werden und dabei normalerweise mit einem Hemd, einer dem Kilt entsprechenden Tartankrawatte, einem Kilt oder einer Schottenstoffhose. Andererseits kann man dazu auch eine Weste und ein getragen werden. Zum anderen kann man die Argyll Jacket auch aus Tweed mit einer dazu passenden Weste tragen. Letztlich kann es auch als Tartanstoff angefertigt werden.
Die Argyll Jacket wird niemals mit einem Jabot getragen. Weiterhin wird es niemals mit einem formellen Festsporran getragen, sondern für eher formelle Anlässe mit einem halb formalen Sporran oder einem Alltagssporran.
Es gilt heutzutage als etwas legerer und wird im Gegensatz zum Prince Charlie Jacket zu weniger förmlichen Anlässen getragen.